# Refúgio dos Écrins
O Refúgio dos Écrins (em francês:  Refuge des Écrins) encontra-se a 3 170 m no centro do maciço dos Écrins e dá para o Glaciar Branco assim como é o ponto de partida para a Barra dos Écrins, o ponto culminante do maciço.
Acessível depois de 4h30 de subida a partir de Pré de Madame Carle, via o Refuge du Glacier Blanc, permite atingir a Barre des Écrins, o Dôme de Neige des Écrins, Roche Faurio, a ponta Louise e o pico de Neige Cordier.

## História
Em 1903 foi construído o refúgio Caron, razão porque por vezes se lhe dá ainda esse nome, nome dado em homenagem ao antigo presidente do Clube alpino francês de Briançon, Ernest Caron. Em 1960 o actual, em pedra, vem substituir a antoga cabana m madeira.